# 후싱얼
후싱얼(호행아, 胡杏兒, Myolie Wu, 1979년 11월 6일~)은 중화인민공화국 홍콩 특별행정구의 여성 영화배우, 가수, 텔레비전 연기자이다.
후싱얼은 홍콩 출생이다. 중화인민공화국 광둥성 타이산시에서 어린시절을 보내기도 하였다. 신장은 172 cm이고, 체중은 46 kg이다. 출생지인 홍콩에서 초등학교를 다니다가 영국 노던 아일랜드 지방 앤트림주 벨파스트에 유학하였다. 그곳에서 초등학교·중학교를 졸업하고, 홍콩에 귀국하여 고등학교를 졸업한 이후에는 홍콩 과기대학교 생화학과를 다니다가 중퇴하였다.
1999년 홍콩의 미인대회에서 입상하였다. 2001년에는 홍콩의 텔레비전 드라마에서 연기자로 데뷔하였고, 홍콩 영화 《경성첨규(驚聲尖叫)》의 주연으로 출연하였다. 2004년 가수, 2004년 연극 배우를 시작하였다. 2010년 중화인민공화국 방송의 텔레비전 드라마에 처음으로 출연하였으며, 2015년 뮤지컬 배우 활동도 시작하였다.

## 출연작품

### 드라마
- 충상운소
- 경마장ㅡ한중합작드라마
- 와일드 스트리트
- 어약재동계
- 꽃 피던 그해 달빛

### 영화
- 탈명금: 사라진 천만 달러의 행방
- 임시동거
- 마격려특적춘천